# Liste der Monuments historiques in Bonnières (Oise)
Die Liste der Monuments historiques in Bonnières (Oise) führt die Monuments historiques in der französischen Gemeinde Bonnières auf.

## Liste der Objekte
| Bezeichnung | Beschreibung          | Standort                       | Kennzeichnung | Schutzstatus | Datum | Bild |
| ----------- | --------------------- | ------------------------------ | ------------- | ------------ | ----- | ---- |
| Glocke      | Bronze, 1720 gegossen | in der Kirche St-Martin (Lage) | PM60005385    | Inscrit      | 1919  |      |
| Taufbecken  | Stein, um 1200        | in der Kirche St-Martin (Lage) | PM60000336    | Classé       | 1912  |      |
| Uhr         | 1790                  | in der Kirche St-Martin (Lage) | PM60005393    | Inscrit      | 2019  |      |